# 小行星25516
小行星25516（25516 Davidknight）是一颗绕太阳运转的小行星，为主小行星带小行星。该小行星于1999年12月发现。

## 轨道参数
小行星25516的轨道半长轴为345 599 038 km，2.3101540 UA，离心率为0.183。